# 阿尔布雷希特·阿尔特多费
阿尔布雷希特·阿尔特多费（英語：Albrecht Altdorfer，1480年—1538年），文艺复兴时期欧洲神圣罗马帝国德意志画家、建筑师。他一生大部分时间在其家乡雷根斯堡度过的。风景画是他的专长，在这方面，他既受到北方艺术家也受到南方艺术家的影响。

## 扩展阅读
- Alte Pinakotek, Munich; (Summary Catalogue -various authors),1986, Edition Lipp,ISBN 3-87490-701-5
- CS Wood, Albrecht Altdorfer and the Origins of Landscape, 1993, Reaktion Books, London, ISBN 0-948462-46-9